# Крапец (област Враца)
Вижте пояснителната страница за други значения на Крапец.
Крапѐц е село в Северозападна България, община Мездра, област Враца.

## География
Село Крапец се намира на около 8 km изток-югоизточно от областния център Враца и около 7 km северозападно от Мездра. Разположено е в Мездренската хълмиста област, по източния долинен склон на река Крапешка бара, на около 200 – 300 m източно от реката. Надморската височина в центъра на селото при църквата „Свети Димитър“ е около 350 m.
Общински път свързва селото на югоизток през село Боденец с град Мездра, а на север след разклон – със селата Върбешница и Костелево и град Враца.
Землището на село Крапец граничи със землищата на: село Върбешница на север, изток и югоизток; село Боденец на югоизток; село Руска Бела на югозапад; град Враца на запад; село Костелево на северозапад.
В землището на Крапец южно от селото се намира на река Крапешка бара язовирът Крапец (Боденец).
Населението на село Крапец, наброявало 592 души при преброяването към 1934 г. и 650 – към 1956 г., намалява до 467 – към 1985 г. и 401 (по текущата демографска статистика за населението) – към 2020 г.
При преброяването на населението към 1 февруари 2011 г., от обща численост 356 лица, за 259 лица е посочена принадлежност към „българска“ етническа група и за 97 – към ромска.

## Обществени институции
Село Крапец към 2022 г. е център на кметство Крапец, община Мездра, област Враца.
В село Крапец към 2022 г. има:
- действащо читалище „Светлина – 2007“;[6][7]
- православна църква „Свети великомъченик Димитрий мироточец“;[8]
- пощенска станция.[9]

## Редовни събития
Всяка година на 02.08., по стар стил „Илинден“, се организира курбан и тържествена литургия в чест на Св. Илия на специален оброк.

## Други
В село Крапец има запазени стари къщи правени от майстори на селото преди много години. Характерна за селото е каменната зидария. В селото има язовир и много хубава природа. Намира се в планинска област и има много добър климат през лятото.